# René Letelier
René Letelier Martner est un joueur d'échecs chilien né le 21 février 1915 à San Bernardo et mort le 2 juillet 2006 à Santiago.

## Biographie et carrière
Champion du Chili à cinq reprises (en 1957, 1959, 1960, 1964 et 1973), Letelier reçut le titre de maître international en 1960.
Letelier représenta le Chili lors de sept olympiades de 1939 à 1970, occupant le premier échiquier en 1960, 1964 et 1970.
En 1963, il fut troisième du championnat panaméricain d'échecs.
Dans les tournois internationaux, René Letelier remporta le tournoi de Montevideo en 1954 devant Miguel Najdorf et Ossip Bernstein. Il participa à de nombreux tournois de Mar del Plata en Argentine, remportant la deuxième édition de l'open en 1969. Lors du tournoi de Mar del Plata 1959, René Letelier finit cinquième et réussit à battre Bobby Fischer.